# Geovana Irusta
Geovana Irusta (Sucre, Bolivia; 26 de septiembre de 1975) es una atleta boliviana especializada en la marcha atlética. Una de las mejores en su país ha participado en varios torneos a nivel internacional. Su mayor éxito fue el primer puesto en el campeonato sudamericano en 2006, además también fue Campeona Iberoamericana en 2002, campeona de la Copa Sudamericana de Marcha en 2004 y posee el récord de su país en la prueba de 20 km marcha desde el 5 de junio de 2004, logrado en el Grand Prix de La Coruña (España), con 1h32'06".

## Trayectoria atlética
En los Juegos Panamericanos de Santo Domingo, 2003 sacó la medalla de bronce y oro en los Juegos Bolivarianos realizados en Colombia en las ciudades de Armenia y Pereira en el 2005. 
Participó también en los Juegos Panamericanos de Río de Janeiro 2007, aunque le sucedió lo mismo que todos sus compatriotas que participaban en diferentes disciplinas deportivas. Pues fue injustamente descalificada con un sinfín de pretextos, después de haber llegado en segundo lugar para ganar la medalla de plata. Ella reclamó porque se la hicieron eso, aunque al parecer la federación deportiva de Brasil manipulada por asuntos políticos estuvo detrás de eso sobre los deportistas bolivianos ya que las relaciones bilaterales entre Bolivia y Brasil por el asunto de nacionalización de Petrobras, entre los gobiernos de Evo Morales y Luis Ignacio Lula Da Silva se habían complicado, luego que en la inauguración de los juegos pues la delegación boliviana fue abuchada por los espectadores brasileños. Lo cual Bolivia junto a Costa Rica, ambos países latinoamericanos fueron los únicos en quedarse sin medallas. 
En los Juegos Olímpicos de Sídney 2000 y Atenas 2004 participó obteniendo discretos puestos y marcas. En los juegos de Atenas 2004 fue la abanderada de Bolivia en la ceremonia de inauguración. En los Juegos Olímpicos de Pekín 2008 hubo una gran controversia entre ella y la federación boliviana en la que se culparon mutuamente de que no pudiera participar en los juegos. Giovanna acusó a la federación de no inscribirla en los Juegos Olímpicos y la federación dijo que no realizó la marca mínima en el tiempo requerido. Giovanna ha amenazó incluso con cambiar de nacionalidad.
Ha participado en los Juegos Bolivarianos de 2009 organizados en Sucre, la capital de Bolivia y su ciudad de nacimiento, donde obtuvo la medalla de plata. También ha participado en los campeonatos del mundo de Sevilla 1999 (puesto 36), Edmonton 2001 (puesto 16), París 2003 (puesto 18), Helsinki 2005 (puesto 19), Osaka 2007 (puesto 33), Berlín 2009 (puesto 30), así como en las copas del mundo de marcha de Turín 2002 (puesto 31), Naumburg 2004 (puesto 45), Cheboksary 2008 (puesto 57).